# Stephen Kelly (Fußballspieler, 2000)
Stephen Kelly (* 13. April 2000 in Port Glasgow) ist ein schottischer Fußballspieler, der zuletzt beim FC Livingston unter Vertrag stand.

## Karriere

### Verein
Stephen Kelly begann seine Karriere in der Jugend der Glasgow Rangers. In Glasgow erhielt er im September 2018 einen Vertrag als Profi. Zwei Wochen später gab er sein Debüt in der ersten Mannschaft von Trainer Steven Gerrard im Viertelfinale des schottischen Ligapokals. Beim 4:0-Erfolg gegen den Zweitligisten Ayr United wurde Kelly für Ross McCrorie eingewechselt. Ohne einen weiteren Einsatz für die Profimannschaft der Rangers absolviert zu haben, wurde er im Folgejahr an Ayr United verliehen. Für den Verein kam er in der Spielzeit 2019/20 auf 27 Ligaspiele und fünf Tore. Ein Tor erzielte er dabei per direkten Eckstoß. Für die Saison 2020/21 wurde er an den Erstligisten Ross County weiterverliehen.

### Nationalmannschaft
Stephen Kelly absolvierte im Jahr 2017 ein Spiel in der schottischen U17-Nationalmannschaft gegen Japan. Ab 2018 verbuchte er Einsätze in der U19. Im Februar 2019 konnte er sein erstes Tor für Schottland erzielen als er beim 2:0-Sieg gegen Aserbaidschan zur Führung traf. Im Oktober 2019 debütierte Kelly in der U21-Altersklasse gegen Litauen.